# Angel Gomes
Adilson Angel Abreu de Almeida Gomes (London, 2000. augusztus 31.) angol válogatott labdarúgó, középpályás, a francia Olympique Marseille játékosa.

## Pályafutása

### Klubcsapatokban

#### Manchester United
Angel Gomes hat éves korában csatlakozott a Manchester United akadémiájához és 13 évesen írta alá első szerződését. 14 évesen rendszeresen nevezve volt az U18-as korosztály mérkőzéseire. 2015 júliusában Gomes annak ellenére lett a Manchester United Premier Cup legértékesebb játékosa, hogy csapata csak a 12. helyen végzett.
2016 júliusában 2001 óta Gomes lett az első játékos aki mesterhármast ért el az akadémiai csapatban. 2017-ben egy sérülés miatt kénytelen volt kihagyni a Dallas-kupát. A 2016-17-es szezonban 18 gólt ért el és megkapta a legjobb utánpótlás játékosnak járó Jimmy Murphy-díjat. Ezt követően felhívták a United első keretéhez.
Gomes 2017 május 21-én debütált az első csapatban, Wayne Rooney helyére állt be a Crystal Palace elleni bajnokin. 16 évesen és 263 naposan ő lett Duncan Edwards 1953-as debütálása óta a legfiatalabb játékos a klub történetében, valamint az első olyan játékos a Premier League-ben aki a 2000-es években született.
2017. december 3-án profi szerződést írt alá a Manchester Uniteddel. 2018. január 26-án az FA-kupában is bemutatkozhatott, a 88. percben csereként állt be Marcus Rashford helyére a Yeovil Town ellen 4–0-ra megnyert mérkőzésen.
2019. július 25-én megszerezte első gólját a felnőtt csapatban a Tottenham Hotspur elleni felkészülési mérkőzésen (2–1). A 2019–2020-as szezonban hat tétmérkőzésen kapott lehetőséget a csapatban. A szezon végén a klub nem hosszabbította meg szerződését.

#### Lille
2020. augusztus 4-én a francia francia élvonalban szereplő Lille csapatához igazolt, miután lejárt a szerződése a Manchester Unitednél. A francia klub egyből kölcsön is adta a őt portugál élvonalban szereplő Boavistának Első mérkőzésén három gólpasszt adott a portugál bajnokság nyitó fordulójában a Nacional elleni mérkőzésen és a találkozó legjobbjának is megválasztották. 2020. október 2-án a Moreirense ellen első bajnoki gólját is megszerezte. November 2-án, a Benfica bravúrós 3–0-s legyőzése során büntetőt harcolt ki csapata számára. 30 bajnokin hatszor volt eredményes az idény során.
2024. augusztus 17-én, a Stade de Reims ellen fejsérülést szenvedett, aminek következtében eszméletét vesztette és több, mint 20 percig ápolták a pályán. Ezt követően kórházba szállították.

#### Olympique Marseille
2025. július 4-én hivatalosan jelentették be, hogy az Olympique Marseille hároméves szerződést kötött vele.

### A válogatottban
Gomes 2015 augusztusában mutatkozott be az angol U16-os válogatottban az amerikaiak ellen, összesen kilenc találkozón két ólt szerzett. 2016 augusztusában az U17-es csapatban négy perccel a debütálása után gólt szerzett a belgák ellen. A 2017-es U17-es Európa-bajnokságon sérülés miatt nem tudott részt venni. Származása révén felnőtt szinten szerepelhet az angolai és a portugál válogatottban is.
2024 augusztusában hívták be először az angol felnőtt válogatottba. Szeptember 7-én mutatkozott be, az Írország elleni 2–0-ás győzelem során,

## Játékstílusa
Támadó középpályásként nyújtja a legjobb teljesítményt. Játékstílusát kreativitásban és cselezőkészségben Ronaldinhoéhoz hasonlítják. 2015 januárjában Nani a Manchester United következő sztárjaként beszélt róla. Danny Webber úgy fogalmazott:"Gomes ugyan termetre kicsi, de másodpercekre előrébb látja a játékot másoknál, ugyanolyan intelligenciával játszik, mint Paul Scholes."

## Magánélete
Gomes angolai születésű, apja, Gil Gomes pedig portugál utánpótlás válogatott volt. Londonban született, majd mikor Gil a Salford City-hez igazolt, a család Manchesterbe költözött. Unokatestvére, Valter Lopes de Sousa a svájci FC Sion labdarúgója, a család jó barátja a United egykori szélsője, az Európa-bajnok Nani, aki Gomes keresztapja.

## Sikerei, díjai

### Válogatott
- Anglia U17
  - U17-es labdarúgó-világbajnokság: 2017
- Anglia U21
  - U21-es Európa-bajnokság: 2023

### Egyéni
- Manchester United Premier Cup MVP: 2015[3]
- Jimmy Murphy-díj: 2016–17[5]

## Statisztika
2017. május 21-én frissítve.
|                   |                |                |               |           |               |         |               |          |                 |                 |               |       |               |          |
| Klub              | Szezon         | Bajnokság      | Bajnokság     | Bajnokság | FA-kupa       | FA-kupa | Ligakupa      | Ligakupa | Nemzetközi kupa | Nemzetközi kupa | Egyéb         | Egyéb | Összesen      | Összesen |
| Klub              | Szezon         | Bajnokság      | Pályára lépés | Gólok     | Pályára lépés | Gólok   | Pályára lépés | Gólok    | Pályára lépés   | Gólok           | Pályára lépés | Gólok | Pályára lépés | Gólok    |
| Manchester United | 2016–17        | Premier League | 1             | 0         | 0             | 0       | 0             | 0        | 0               | 0               | 0             | 0     | 1             | 0        |
| Karrier összes    | Karrier összes | Karrier összes | 1             | 0         | 0             | 0       | 0             | 0        | 0               | 0               | 0             | 0     | 1             | 0        |

## Külső hivatkozások
- Angel Gomes pályafutásának statisztikái a Soccerbase oldalon (angolul)

- Angel Gomes Profilja a Manchester United FC honlapján
- Angel Gomes Profilja[halott link] az angol szövetség honlapján